# Marco (Vorname)
Marco ist ein italienischer männlicher Vorname. Im deutschsprachigen Raum gewann er ab 1949 an Beliebtheit.
Der Name ist abgeleitet vom lateinischen Vornamen Marcus; die deutsche Form ist Markus. Markus leitet sich ab vom häufigen lateinischen Vornamen Marcus (aus *mart-kos, „dem römischen Kriegsgott Mars geweiht“). Ein Namenstag ist der auf Marco d’Aviano zurückgehende 13. August.

## Namensträger
- Marco Ambrosini (* 1964), italienischer Nyckelharpa-Spieler und Komponist
- Marco Asensio (* 1996), spanischer Fußballspieler
- Marco d’Aviano (1631–1699), Kapuziner
- Marco van Basten (* 1964), niederländischer Fußballspieler und -trainer
- Marco van Belle, irischer Filmregisseur, Filmproduzent und Drehbuchautor
- Jan-Marco Behr (* 1988), deutscher Handballspieler
- Marco Bezzecchi (* 1998), italienischer Motorradrennfahrer
- Marco Bianchi (* 1990), italienischer Fußballspieler
- Marco Bode (* 1969), deutscher Fußballspieler
- Marco Calamita (* 1983), italienischer Fußballspieler
- Marco Caligiuri (* 1984), deutscher Fußballspieler
- Marco Capuano (* 1991), italienischer Fußballspieler
- Marco Cappato (* 1971), italienischer Politiker
- Marco Carnesecchi (* 2000), italienischer Fußballspieler
- Marco Crimi (* 1990), italienischer Fußballspieler
- Marco Cristoforetti (* 1984), Liechtensteiner Poolbillardspieler
- Marco Fabián (* 1989), mexikanischer Fußballspieler
- Marco Fuchs (* 1962), deutscher Vorstandsvorsitzender des Technologiekonzerns OHB
- Marco Grassi (* 1968), Schweizer Fußballspieler
- Marco Gaiser (* 1993), deutscher Fußballspieler
- Marco Giampaolo (* 1967), italienischer Fußballspieler und -trainer
- Marco Grüttner (* 1985), deutscher Fußballspieler
- Marco Guida (* 1981), italienischer Fußballschiedsrichter
- Marco Heuberg (* 1969), deutscher Moderator und Sachbuchautor
- Marco Holzer (* 1988), deutscher Automobilrennfahrer
- Marco Huck (* 1984), deutscher Boxer im Cruisergewicht
- Marco Ilaimaharitra (* 1995), französischer Fußballspieler
- Marco John (* 2002), deutscher Fußballspieler
- Marco Kana (* 2002), belgischer Fußballspieler
- Marco Kasper (* 2004), österreichischer Eishockeyspieler
- Marco Koch (* 1990), deutscher Schwimmer
- Marco Kutscher (* 1975), deutscher Springreiter
- Marco Langner (* 1969), deutscher Fußballtorwart
- Marco Majewski (* 1984), deutscher Bodybuilder und Erotikdarsteller
- Marco Mansdörfer (* 1975), deutscher Rechtswissenschaftler
- Marco Materazzi (* 1973), italienischer Fußballspieler
- Marco Maurer (Journalist) (* 1980), deutscher Journalist
- Marco Maurer (Eishockeyspieler) (* 1988), Schweizer Eishockeyspieler
- Marco Melandri (* 1982), italienischer Motorradrennfahrer
- Marco Morelli (* 2007), argentinischer Motorradrennfahrer
- Marco Pantani (1970–2004), italienischer Radfahrprofi
- Marco Parolo (* 1985), italienischer Fußballspieler
- Marco Pfiffner (* 1994), Liechtensteiner Skirennläufer
- Marco Polo (1254–1324), venezianischer Seefahrer, Händler und Abenteurer
- Marco Ranieri (* 1959), italienischer Professor für Anästhesie und Reanimation
- Marco Reus (* 1989), deutscher Fußballspieler
- Marco Ricci (* 2001), italienischer Leichtathlet
- Marco Rima (* 1961), Schweizer Komiker
- Marco Rossi (Fußballspieler, 1987) (* 1987), italienischer Fußballspieler
- Marco Sanchez (* 1970), US-amerikanischer Schauspieler
- Marco Sau (* 1987), italienischer Fußballspieler
- Marco Schreyl (* 1974), deutscher Fernseh- und Radiomoderator
- Marco Schulz (* 1993), deutscher Offizier der Bundeswehr und Politiker
- Marco Siffredi (1979–2002), französischer Extrem-Snowboarder
- Marco Simoncelli (1987–2011), italienischer Motorradrennfahrer
- Marco Sportiello (* 1992), italienischer Fußballspieler
- Marco Tardelli (* 1954), italienischer Fußballspieler und -trainer
- Marco Teutscher (* 1992), niederländischer Poolbillardspieler
- Marco Thinius (* 1968), deutscher Fagottist und Schachspieler
- Marco Tschudi (* 1981), Schweizer Poolbillardspieler
- Marco Tucci (* 1985), deutscher Fußballspieler